# Акватория

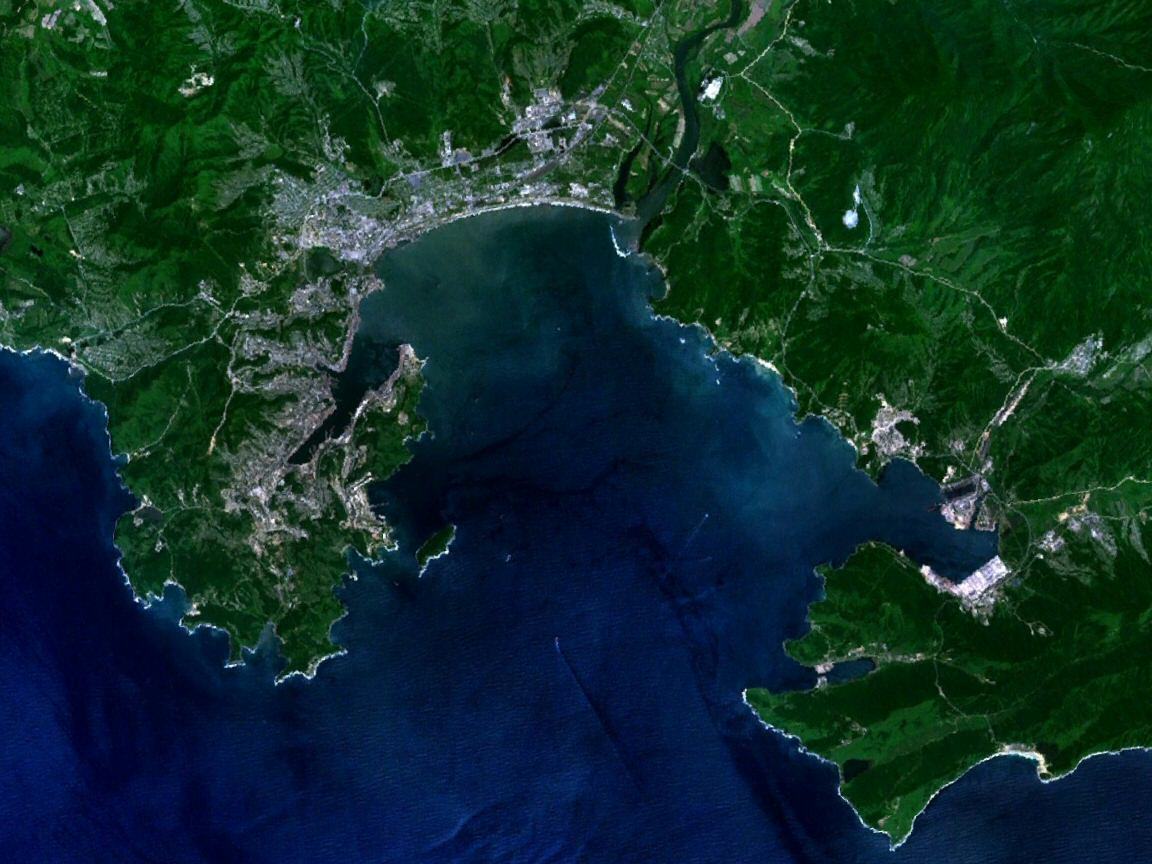
Акватория залива Находка — вид из космоса

Аквато́рия (от лат. aqua — вода, territorium — территория) — участок водной поверхности, ограниченный естественными, искусственными или условными границами.
Следует различать:
- естественные акватории: океаны, моря, заливы, бухты, озёра.
- искусственные: порты, водохранилища, каналы.

В состав акватории порта входят водные подходы к нему, рейд и внутренняя гавань или бассейны, в пределах которых размещены причальные сооружения и происходят разгрузка и погрузка судов.
Акватории портов служат:
- для стоянки судов (портовая акватория);
- для постройки и ремонта судов (заводская акватория);
- для взлёта и посадки гидросамолётов;
- для испытания военной техники (водный полигон; минный полигон) и др.

## Официальное толкование
Акватория — водное пространство в пределах естественных, искусственных или условных границ.Ст.1 Водного кодекса РФ от 3 июня 2006 № 74-ФЗ (ред. от 29 июля 2017).